# Patricia Merz
Pour les articles homonymes, voir Merz.
Patricia Merz, née le 2 juin 1993, est une rameuse d'aviron suisse.

## Carrière
Elle est médaillée de bronze en skiff poids légers aux Championnats d'Europe d'aviron 2017.
Elle remporte avec Frédérique Rol la médaille de bronze en deux de couple poids légers aux Championnats d'Europe d'aviron 2018 et aux Championnats d'Europe d'aviron 2019.